# Stephan Schoeps
Stephan Schoeps (* 18. April 1958 in Mönchengladbach) ist ein Generalstabsarzt a. D. des Heeres der Bundeswehr. In seiner letzten Verwendung war er Kommandeur Gesundheitseinrichtungen und Stellvertretender Inspekteur des Sanitätsdienstes der Bundeswehr.

## Leben
Stephan Schoeps trat 1977 in die Bundeswehr ein und absolvierte als Sanitätsoffizieranwärter den Offizierlehrgang an der Sanitätsakademie der Bundeswehr in München. Im Anschluss studierte er bis 1983 Humanmedizin an der Universität Essen und promovierte 1985. Von 1983 bis 1985 war er als Assistenzarzt im Bereich Innere Medizin am Bundeswehrkrankenhaus Hamm tätig. Von 1985 bis 1986 war er zunächst Truppenarzt an der Schule für Personal in integrierter Verwendung in Köln und danach für zwei Jahre Dezernatsleiter im Bereich „Führung und Einsatz“ in der Abteilung Sanitäts- und Gesundheitswesen beim Territorialkommando Nord in Mönchengladbach, bevor er für zwei Jahre an der Führungsakademie der Bundeswehr in Hamburg am 31. Generalstabslehrgang des Heeres teilnahm.
Von 1990 bis 1992 übernahm Schoeps den Posten als Referent für internationale Beziehungen im Bundesministerium der Verteidigung beim Inspekteur des Sanitätsdienstes in Bonn, danach bis 1998 als Referent für Konzeption, Einsatzführung, Bundeswehr- und Studienplanung. Danach ging er für zwei Jahre nach Hamburg an die Führungsakademie zurück als Dozent für den Sanitätsdienst und Beauftragter des Inspekteurs des Sanitätsdienstes an der Führungsakademie der Bundeswehr. Von 2000 bis 2002 folgte eine weitere Verwendung im Ministerium als Referatsleiter „Konzeption, Einsatzführung, Bundeswehrplanung und Internationale Kontakte“. Danach wurde Schoeps Abteilungsleiter im Sanitätsführungskommando in Bonn, während seiner Zeit dort (2002–2005) nahm er 2003 als Kommandeur des Sanitätseinsatzverbandes am ISAF-Einsatz der NATO in Afghanistan teil.
Es folgten zunächst die Ernennung zum Chef des Stabes im Sanitätsführungskommando in Koblenz und danach von 2008 bis 2010 die Übernahme des Kommando Schnelle Einsatzkräfte Sanitätsdienst „Ostfriesland“ in Leer als Kommandeur und hiermit verbunden eine weitere Teilnahme am ISAF-Einsatz im 19. Einsatzkontingent. Von 2010 bis 2012 kommandierte Schoeps schließlich die Sanitätsakademie der Bundeswehr, danach wurde er Unterabteilungsleiter II in der Abteilung Führung Streitkräfte im Bundesministerium der Verteidigung.
Vom 1. Juli 2014 bis 31. Dezember 2015 war Schoeps Kommandeur Kommando Sanitätsdienstliche Einsatzunterstützung. Zum 1. Januar 2016 wurde er Kommandeur Gesundheitseinrichtungen und Stellvertretender Inspekteur des Sanitätsdienstes der Bundeswehr im Kommando Sanitätsdienst der Bundeswehr in Koblenz. In dieser Dienststellung war er auch Mitglied des Beirates des Unternehmens PD – Berater der öffentlichen Hand. Im März 2023 wurde er mit einer Serenade in den Ruhestand verabschiedet.

## Privates
Stephan Schoeps ist verheiratet und hat einen Sohn.

## Veröffentlichungen
- Die Entstehung der Maxime des Sanitätsdienstes der Bundeswehr als Grundlage der sanitätsdienstlichen Versorgung in den Einsätzen. In: Christian Willy (Hrsg.): Weltweit im Einsatz – der Sanitätsdienst der Bundeswehr 2010. Auftrag – Spektrum – Chancen. Beta, Bonn 2009, 335 Seiten, ISBN 978-3-927603-91-2, S. 13–17.